# Centro de Estudos Astronômicos de Minas Gerais
O Centro de Estudos Astronômicos de Minas Gerais (CEAMIG) é um clube de astronomia fundado em 1954, situado na cidade brasileira de Belo Horizonte. É uma entidade de utilidade pública, para o estudo e a divulgação da astronomia e ciências afins. A entidade está instalada no prédio do Observatório Oswaldo Nery, do Colégio Santo Agostinho.

## Atividades
O CEAMIG realiza cursos, palestras, pesquisas e observações do céu. Encontros com palestras ocorrem geralmente aos sábados na sede do clube. Iniciantes de todas as idades podem participar. Existem grupos dedicados à construção de telescópios, astrofotografia, observação de asteróides, supernovas, satélites e ocultações, e radioastronomia. Muitos sócios construíram seus próprios telescópios, orientados pelo clube. É realizada pesquisa astronômica nas áreas de asteróides, cometas, supernovas e ocultações, com publicações internacionais. Cursos de introdução à astronomia e astrofísica são lecionados em sua sede. Estudantes podem agendar visitas à sede, ou ainda receber a visita dos sócios em suas escolas.  O CEAMIG conta com o Observatório Oswaldo Nery, em sua sede no Colégio Santo Agostinho, e o Observatório Wykrota, na Serra da Piedade. O Star Party (observação do céu) é feito várias vezes por ano no Observatório Wykrota.[carece de fontes?]